# Illinois Central Railroad
Die Illinois Central Railroad (IC, ICRR, ICG) war eine US-amerikanische Eisenbahngesellschaft. Aufgrund der Fusion mit der Gulf, Mobile and Ohio Railroad hieß die Gesellschaft von 1972 bis 1988 Illinois Central Gulf Railroad. Die Gesellschaft wurde 1998 von der Canadian National Railway gekauft. Ihre beiden wichtigsten Strecken verliefen von Chicago nach New Orleans und nach Sioux Falls und Omaha (Nebraska). Ein berühmter Personenzug war der City of New Orleans auf der Strecke Chicago–New Orleans, dem Steve Goodman mit dem gleichnamigen Lied eine bleibende Erinnerung schuf. Bekannt wurde das Lied jedoch erst in der Version von Arlo Guthrie. Legendär ist die waghalsige Aufholfahrt des I.C.R.R.-Lokführers Casey Jones im Jahr 1900, die zu einem Unglück führte, wobei Jones durch Selbstaufopferung jedoch größere Verluste an Menschenleben verhindern konnte.

## Geschichte

### Entwicklung bis 1945

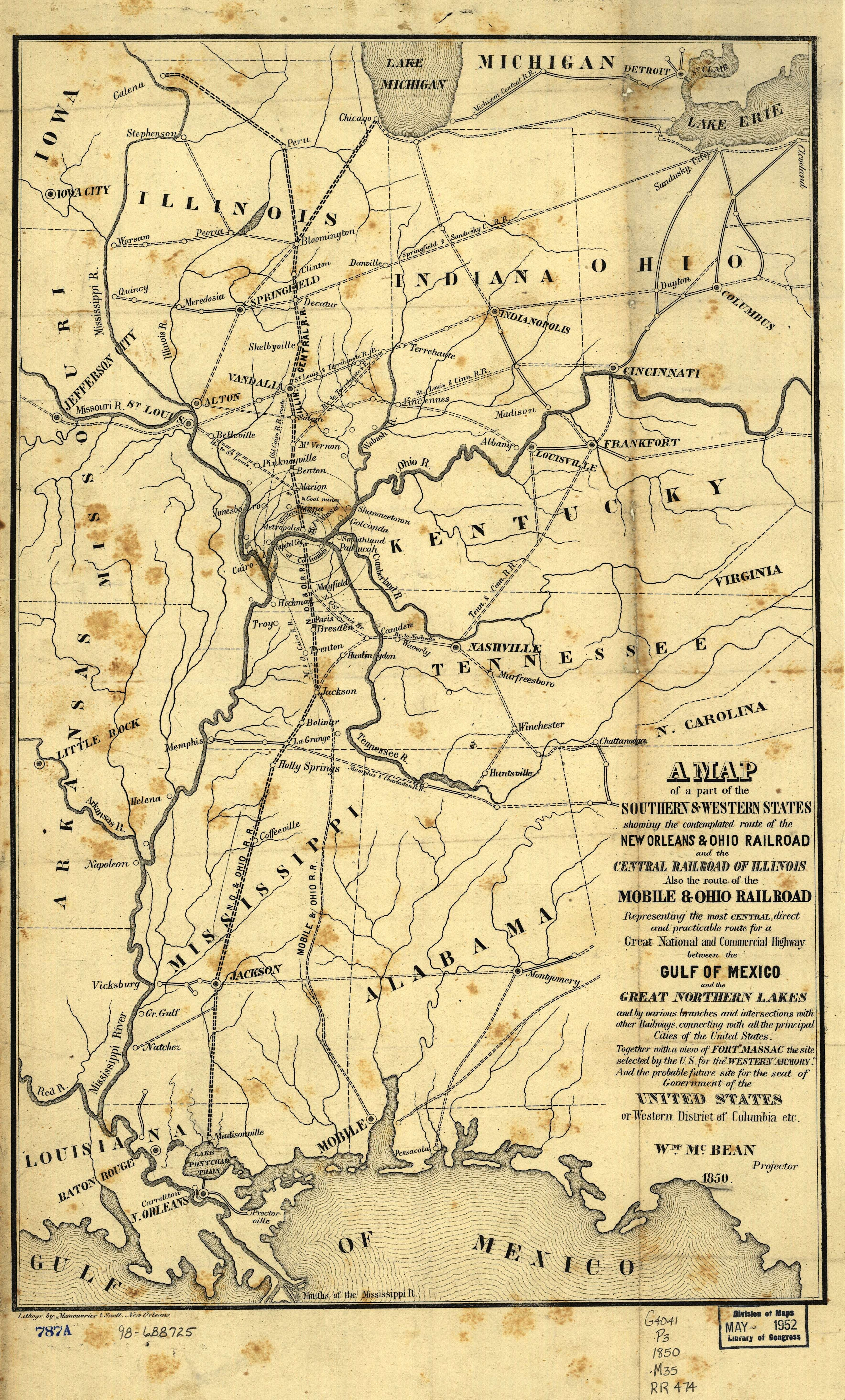
Streckennetz 1850

Streckennetz 1892

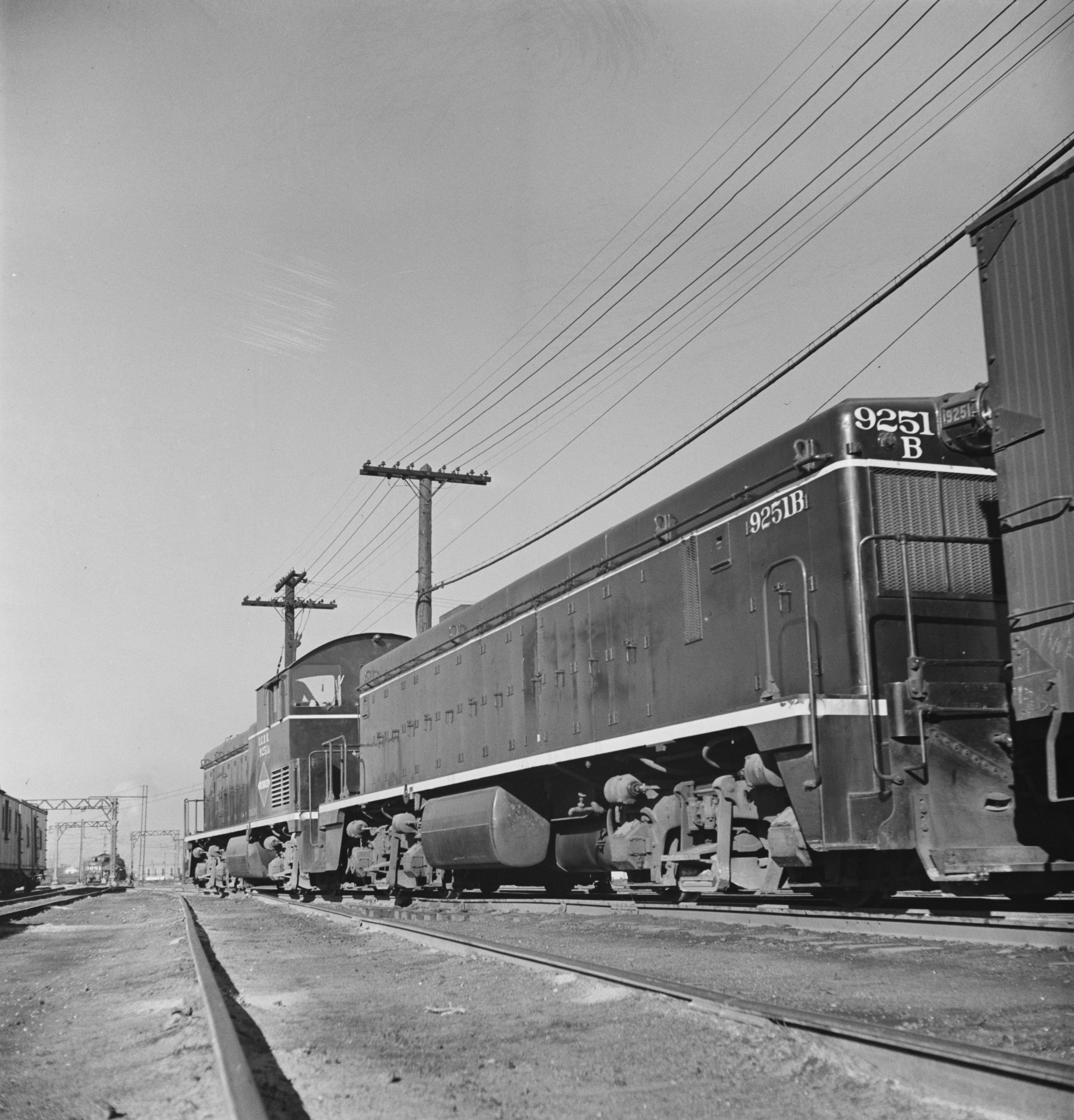
EMD TR1 9251 der IC im November 1942

Die IC wurde mit Unterstützung der Illinois General Assembly am 10. Februar 1851 gegründet, um eine Strecke von Cairo an der Mündung des Ohio River in den Mississippi River nach Centralia und von dort mit zwei Zweigen nach Galena an der Grenze Illinois/Iowa/Wisconsin sowie nach Chicago zu bauen. Der Bau der Eisenbahn wurde ab 1850 durch die Gewährung von Landrechten durch Präsident Millard Fillmore unterstützt. Mit der Fertigstellung der Strecke 1856 verfügte Chicago nun über eine Verbindung zum Mississippi und die Gesellschaft errichtete eine Dampfbootlinie von Cairo nach New Orleans.
Von New Orleans aus wurden 1858 die New Orleans, Jackson and Great Northern Railway von New Orleans über Jackson (Mississippi) nach Canton (Mississippi) und 1860 die Mississippi Central Railway von Canton nach Jackson (Tennessee) fertiggestellt. Die Illinois Central vollendete 1873 den Abschnitt von Jackson nach Cairo und konnte erstmals eine durchgehende Nord-Süd-Schienenverbindung – allerdings vorerst nur mit Schiffspassage über den Mississippi in Cairo – anbieten. Im Jahr darauf übernahm die Illinois Central die beiden Gesellschaften. Die Strecken südlich von Cairo hatten bis 1881 die in den Südstaaten übliche Breitspur von 1.524 mm (5 foot). Die beiden Teile der Illinois Central wurden erst 1889 mit dem Bau einer Mississippi-Brücke in Cairo verbunden.
Ab den 1870er Jahren begannen die Eisenbahnen, in die fruchtbaren Gebiete des Yazoo-Deltas am Westrand des Bundesstaats Mississippi vorzudringen. Die Illinois Central gründete zu diesem Zweck 1882 die Yazoo and Mississippi Valley Railroad, um von Jackson aus Richtung Westen eine Strecke zu errichten. In der Zwischenzeit erfolgte durch die konkurrierende Louisville, New Orleans and Texas Railroad der Bau einer Strecke zwischen Memphis und New Orleans über Vicksburg und Baton Rouge. Diese Gesellschaft wurde von Collis P. Huntington unterstützt, der damit eine Verbindung zwischen seinen Eisenbahnen Southern Pacific Railroad und Chesapeake, Ohio and Southwestern Railroad (Memphis–Louisville) herstellen wollte. Dieses Vorhaben wurde 1884 vollendet und durch den Aufkauf der Mississippi and Tennessee Railroad zwischen Memphis und Grenada (Mississippi) zunächst Verkehr von der IC abgezogen. Der angekündigte Konkurrenzkampf mit der Illinois Central blieb jedoch aus, da Huntingtons Imperium inzwischen in finanzielle Schwierigkeiten geraten war. In dieser Situation erwarb die Illinois Central diese Strecken und fusionierte sie mit der Yazoo & Mississippi Valley Railroad. Damit erweiterte sich das Streckennetz um 28 % und die Präsenz der Illinois Central im Süden der Vereinigten Staaten.
Ab Galena wurde die Strecke über den Mississippi River hinaus nach Iowa verlängert und erreichte 1870 Sioux City am Missouri River. Unter der Führung von E. H. Harriman begann in den 1880er Jahren eine weitere Expansion nach Westen. So wurde die Chicago, Madison and Northern Railroad gegründet, um eine Verbindung von Chicago zur Centralia-Galena-Strecke bei Freeport (Illinois) sowie nach Madison (Wisconsin) und Dodgeville (Wisconsin) herzustellen. Die Illinois Central baute ferner Strecken nach Cedar Rapids, Sioux Falls in Süd-Dakota und Omaha in Nebraska.
1893 erfolgte der Kauf der Chesapeake, Ohio & Southwestern Railroad und 1895 der Bau einer Strecke nach St. Louis. 1906 wurde Indianapolis und 1908 Birmingham (Alabama) ans Netz angebunden. 1909 erwarb sie die Kontrolle der Central of Georgia Railway. 1926 wurde die Nahverkehrstrecke in Chicago elektrifiziert und 1928 erfolgte der Neubau einer Abkürzungsstrecke zwischen Edgewood (Illinois) und Fulton (Kentucky), um den Engpass in Cairo zu umgehen.

### 1945–1972

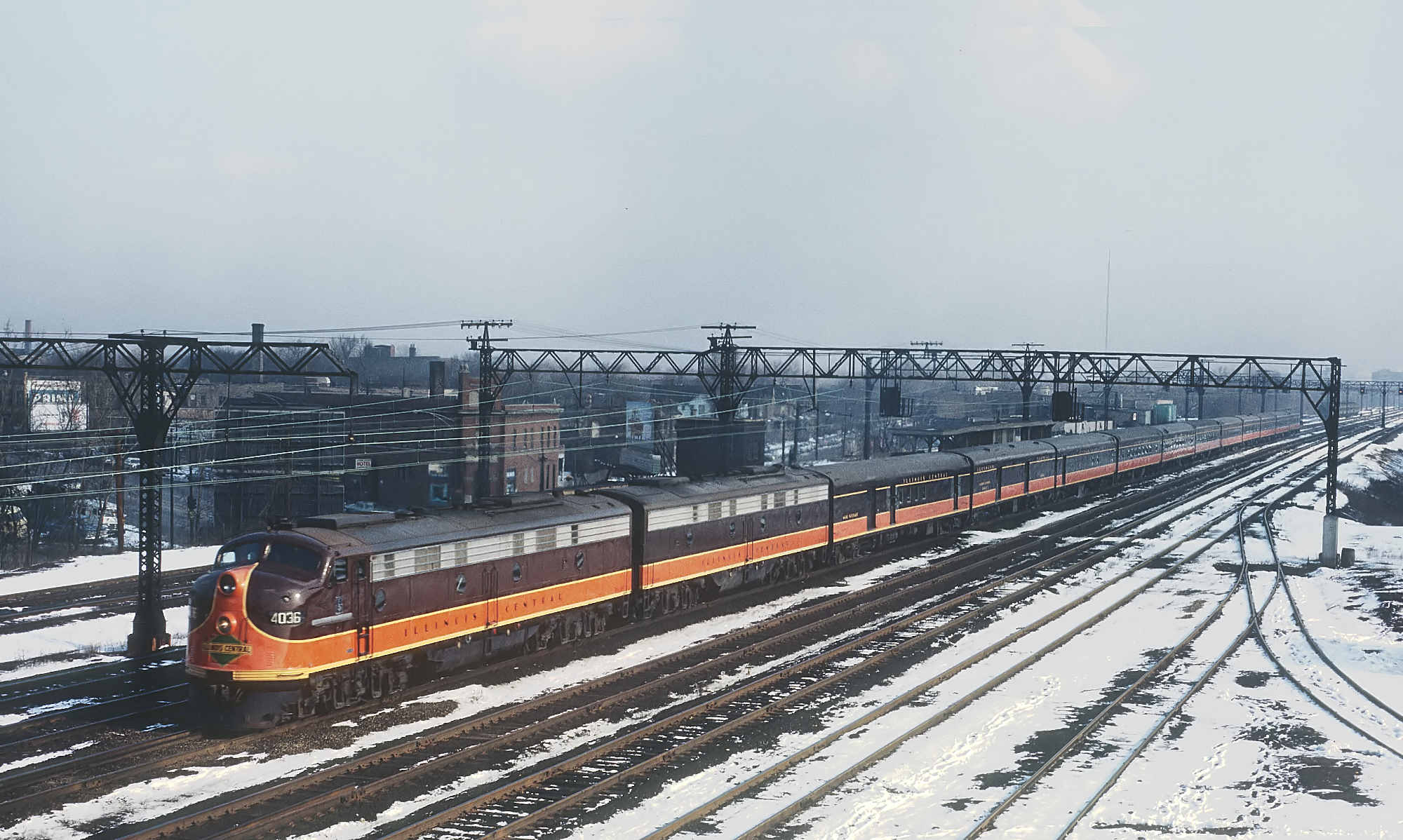
Der Fernzug City of New Orleans in Chicago – Zuglokomotiven sind eine EMD E9A und eine führerstandslose B-Einheit der Illinois Central (1964)

Nach dem Zweiten Weltkrieg begann die Gesellschaft ihre Firmenstruktur zu vereinfachen. Bis Ende der 1950er Jahre wurden die Yazoo & Mississippi Valley Railroad und die Gulf and Ship Island Railroad vollständig integriert, die Chicago, St. Louis and New Orleans Railroad; Waterloo, Cedar Falls and Northern Railroad; Tremont and Gulf Railroad; Peabody Short Line Railroad; Louisiana Midland Railroad und der Westteil der Tennessee Central Railroad erworben.
1962 wurde die Illinois Central Industries als Holdinggesellschaft gegründet. Damit wurden dem Unternehmen die Möglichkeit gegeben in andere Wirtschaftszweige zu investieren, ohne den Regularien der Interstate Commerce Commission zu unterliegen.
Am 10. August 1972 fusionierten die Illinois Central und die Gulf, Mobile and Ohio Railroad (GM&O) zur Illinois Central Gulf Railroad. In der gleichen Zeit wurden noch einige kleinere Gesellschaften erworben, so die Columbus and Greenville Railway, die Bonhomie and Hattiesburg Southern Railroad und die Fernwood, Columbia and Gulf Railroad. Die Illinois Central Gulf verfügte nach diesen Akquisitionen stellenweise über acht parallel laufende Nord-Süd-Strecken. Nur in der Nähe von Fulton (Kentucky) war ein Engpunkt im Streckennetz. Dazu kamen noch acht Ost-West-Strecken:
- Chicago–Omaha und Sioux City
- Springfield (Illinois)–Kansas City (Missouri)
- Indianapolis–Effingham (Illinois)
- Louisville–Paducah (Kentucky)
- Birmingham (Alabama)–Memphis (Tennessee)
- Montgomery (Alabama)–Greenville (Missouri)
- Meridian (Mississippi)–Shreveport (Louisiana)
- Mobile (Alabama)–Natchez (Mississippi)

### 1972–1999
Die Illinois Central Gulf war der Auffassung, dass diese Ost-West-Strecken nicht ins Unternehmenskonzept einer Nord-Süd-Eisenbahn passten. Außerdem waren die Verbindungen zu den angrenzenden Eisenbahngesellschaften nicht in dem Maße vorhanden, wie sie für einen profitablen Geschäftsbetrieb benötigt wurden. Die Gesellschaft begann deshalb, nicht benötigte Strecken zu verkaufen. Es entstanden aus diesen Verkäufen mehrere neue regionale Eisenbahngesellschaften:
- 10. Juli 1985: Gulf and Mississippi Railroad: ehemalige GM&O Strecken südlich von Tennessee
- 24. Dezember 1985: Chicago, Central and Pacific Railroad: Chicago–Omaha/Cedar Rapids/Sioux City
- 31. März 1986: MidSouth Rail Corporation: Meridian–Shreveport; Hattiesburg–Gulfport
- 27. August 1986: Paducah and Louisville Railway: Paducah–Louisville
- 28. April 1987: Chicago, Missouri and Western Railroad: Joliet–St. Louis; Springfield–Kansas City
- 1988: Fulton–Birmingham an die Norfolk Southern Railway verkauft.

An so genannte Shortlines wurden zwischen 1974 und 1990 ebenfalls mehrere Strecken verkauft.

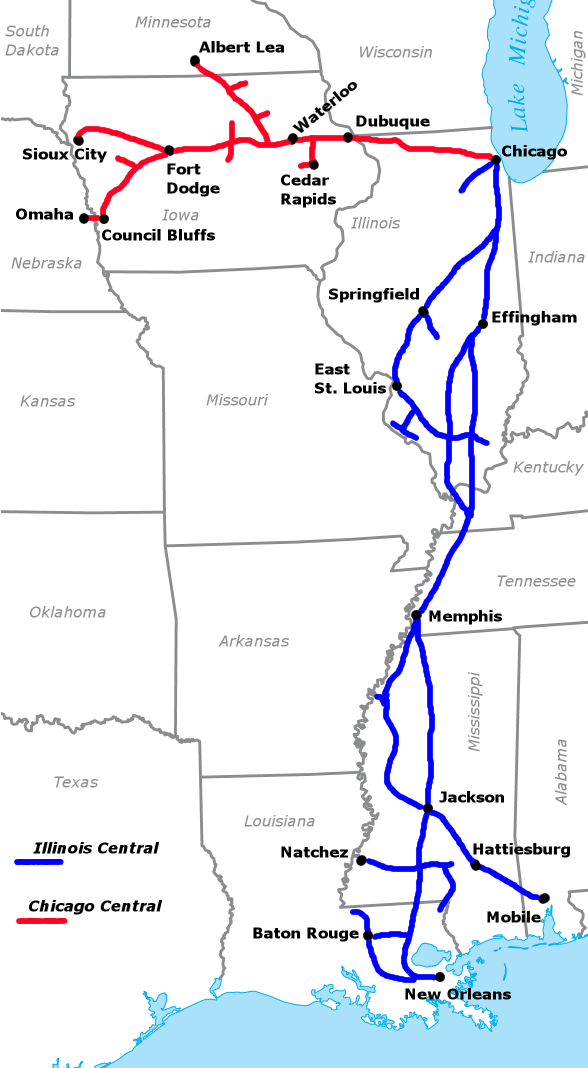
Streckennetz 1996

Diese Reduzierungen bezogen sich nicht nur auf Strecken, sondern auch auf Gleise und das Rollmaterial. So war der größte Teil der Strecke zwischen Chicago und New Orleans zweigleisig. Die Illinois Central entfernte ein Gleis und führte eine computergesteuerte Zugkontrolle ein, außerdem wurden nicht benötigte Wagen verschrottet und überzählige Lokomotiven verkauft.
Am 29. Februar 1988 benannte sich die Gesellschaft wieder in Illinois Central Railroad um, da die meisten der durch die Fusion mit der Gulf, Mobile & Ohio erworbenen Strecken wieder abgestoßen waren.
Mit Wirkung zum 1. Januar 1989 wurde die Eisenbahngesellschaft von ihrer Muttergesellschaft Whitman Corporation (früher IC Industries) abgespalten, indem die Aktionäre der Whitman Corporation zusätzlich Aktien der neuen Muttergesellschaft der Bahngesellschaft, der Illinois Central Transportation Co. erhielten. Im März 1989 erlangte die Prospect Group, vorher Eigentümer der MidSouth Rail Corporation, die Kontrolle über die Gesellschaft. 1990 wurde die Aktien der Bahngesellschaft an die Eigentümer der Prospect Group veräußert bzw. an die Börse gebracht. Im gleichen Jahr wurde erfolglos versucht, die MidSouth zu erwerben.
Ab 1994 war die Illinois Central Corporation die Holding der Bahngesellschaft. 1994 wurde eine Fusion mit der Kansas City Southern erwogen. Um ein höheres Verkehrsaufkommen zu erreichen, erwarb die Illinois Central im Juni 1996 die Chicago, Central & Pacific für einen Preis von 157 Mio. $.
Im Februar 1998 erwarb die Canadian National Railway die Illinois Central Railroad. Die Fusion wurde Anfang 1999 von der Regulierungsbehörde Surface Transportation Board genehmigt.

## Personenverkehr

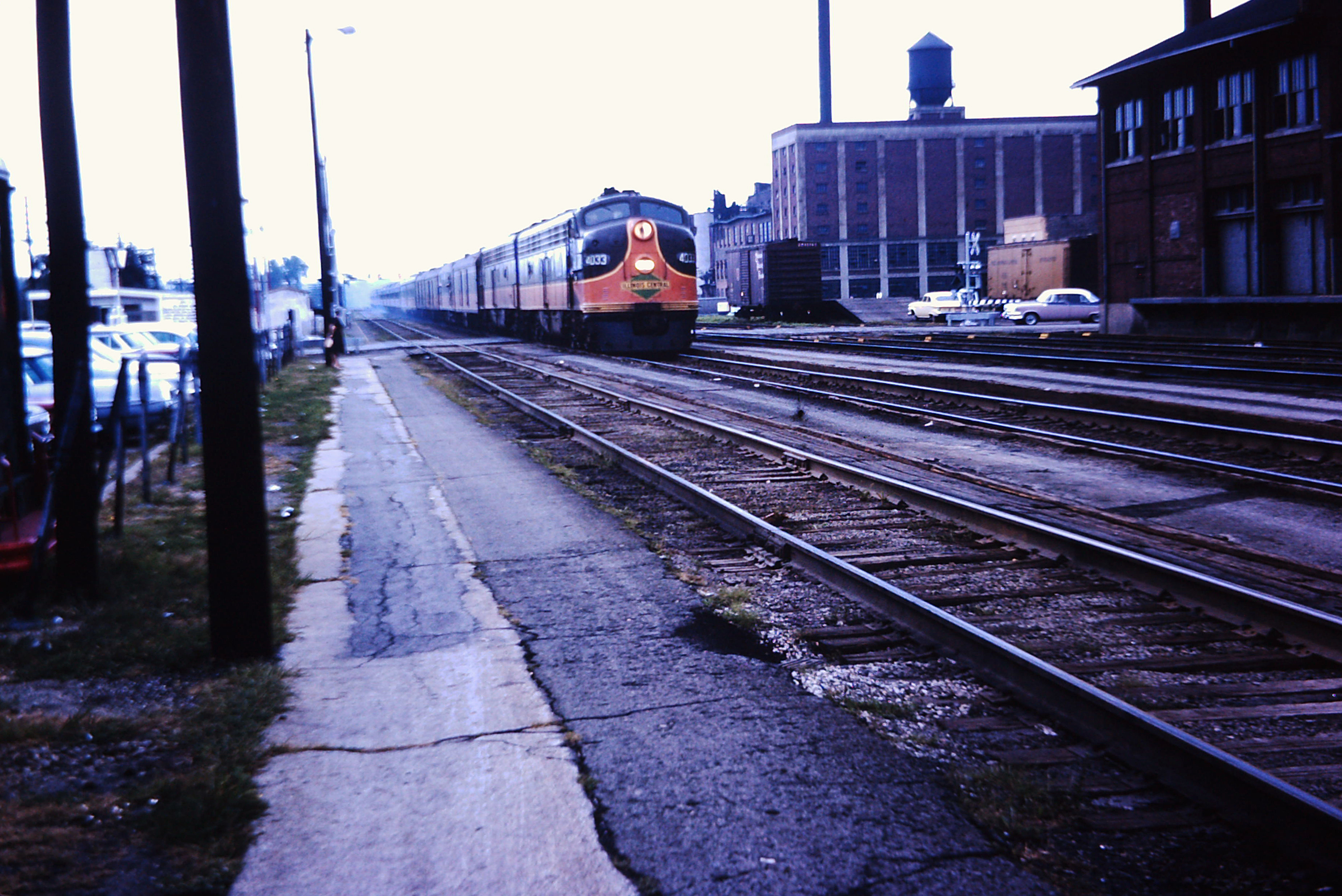
Der Panama Limited in Kankakee (1964)

Die Illinois Central war auf den Hauptachsen zwischen Chicago und New Orleans sowie zwischen Chicago und St. Louis ein bedeutender Anbieter von Reisezugverbindungen. Es waren auch Fernzugverbindungen zwischen Chicago und Omaha eingerichtet, jedoch erreichten diese nie die Bedeutung der beiden erstgenannten. Der größte Personenbahnhof war die Central Station in der 12. Straße östlich der Michigan Avenue in Chicago. Durch den Süd-Nord-Verlauf der Hauptlinie vom Golf von Mexiko zu den Großen Seen spielte die Bahn eine große Rolle während der afroamerikanischen Great Migration in den 1920er Jahren.
Der wichtigste Zug war der Panama Limited, ein erstklassiger Nachtreisezug aus Pullmanwagen zwischen Chicago, St. Louis und New Orleans. Infolge der Verluste, die durch den Betrieb des Zuges auftraten, wurde er 1967 mit einem reinen Sitzwagenzug namens Magnolia Star kombiniert. Am 1. Juni 1971 übernahm Amtrak den Betrieb des Zuges, änderte jedoch nach zehn Jahren den Namen aus Marketinggründen zu Gunsten des bis 1971 tagsüber verkehrenden Stromlinienzuges City of New Orleans, der durch den gleichnamigen Song inzwischen Berühmtheit erlangt hatte. Auf der Route verkehrten auch weitere bedeutende Fernzüge wie der Creole oder der Louisiane. Zwischen Chicago, Springfield und St. Louis selbst war hingegen der Green Diamond der wichtigste Zug. Weitere bedeutende Fernzüge waren der Hawkeye, der täglich zwischen Chicago und Sioux City fuhr, und der City of Miami, der jeden zweiten Tag von Chicago nach Miami über die Atlantic Coast Line Railroad, die Central of Georgia Railway und die Florida East Coast Railway fuhr.
Im Nahverkehr war vor allem der Vorortverkehr in Chicago von Bedeutung, der die Bahnhöfe entlang der South Michigan Avenue mit den Vororten der Millionenstadt verband und von METRA übernommen wurde.
Nach 1971 fuhr Amtrak neben dem Panama Limited noch den Shawnee zwischen Chicago und Carbondale (Illinois) über die Gleise der Illinois Central. Heute werden neben dem City of New Orleans der Illini und der Saluki täglich zwischen Chicago und Carbondale betrieben.
Ein weiterer Reisezugkorridor für Illinois war für die frühere Blackhawk-Route zwischen Chicago, Rockford und Dubuque (Iowa) geplant. Die Projektstudie geht von Kosten zwischen 32 und 55 Millionen Dollar je nach Routenwahl aus. Von 2010 bis 2014 verhandelte das Illinois Department of Transport mit der Canadian National, es konnte jedoch keine Einigung erzielt werden.

## Unternehmensleitung

### Chairman of the Board/Chairman of the Executive Committee
- 1931–1942: William Averell Harriman (Chairman of the Executive Committee)
- 20. Februar 1942 – 20. Juli 1959: Eugene W. Stetson (Chairman of the Executive Committee)
- 1959–1967: Wayne A. Johnston (bis 1966 Chairman of the Executive Committee, ab dann Chairman of the Board)
- 1967–1971: William B. Johnson?
- 1972–1976: Glenn P. Brock
- 1976–1978: Stanley E. G. Hillman
- 1983–1989: Harry J. Bruce
- 1989–1990: W. Wallace McDowell, Jr.
- 1990–1993: Edward L. Moyers
- 1993–1998: Gilbert H. Lamphere
- 1999: George D. Gould

### Präsident/Chief Executive Officer
- 19. März 1851–11. Juli 1853: Robert Schuyler
- 28. Juli 1853–23. November 1854: William P. Burrall
- 10. Januar 1855 – 1. Dezember 1855: John N.A. Griswold
- 1. Dezember 1855–11. Juli 1865: William Henry Osborn
- 11. Juli 1865–14. März 1871: John M. Douglas
- 14. April 1871 – 11. September 1874: John Newell
- 11. September  1874–28. Januar 1875: Wilson G. Hunt
- 28. Januar 1875–17. Juli 1876: John M. Douglas
- 17. Oktober 1877–18. August 1883: William K. Ackerman
- 18. August 1883–18. Mai 1887: James C. Clarke
- 18. Mai 1887–1906: Stuyvesant Fish
- 1906–1911: James Theodore Harahan
- 1911–1918: Charles H. Markham
- 1918–1919: Charles A. Peabody
- 1919–1926: Charles H. Markham
- 1926–1938: Lawrence A. Downs
- 1938–1945: John L. Beven
- 1945–1966: Wayne A. Johnston (1962–1967: gleichzeitig Chairman IC Industries)
- 1966–1969: William B. Johnson (1967–1987: gleichzeitig Chairman IC Industries)
- 1969–1. April 1976: Alan Stephenson Boyd (sowie Chief Executive Officer)
- 1. April 1976-Februar 1978: Stanley E. G. Hillman (sowie Chairman of the Board und CEO)
- 1. April 1976–1983: William J. Taylor (ab Februar 1978 zusätzlich CEO)
- September 1983–1990: Harry J. Bruce (CEO)
  - September 1983–1988: James E. Martin (Präsident und COO)
- 1990–1993: Edward L. Moyers
- 1993–1998: E. Hunter Harrison
- 1998–1999: John D. McPherson

(Quelle:)